# Григорій XIV
Григо́рій XIV (в миру — Нікколо Сфондраті (італ. Niccolò Sfondrati); 11 лютого 1535, Сомма-Ломбардо — 16 жовтня 1591, Рим) — 229 Папою Римським. Його понтифікат тривав з початку грудня 1590 року до жовтня 1591 року — неповний рік.

## Життя
Народжений поблизу Мілану Нікколо Сфондраті вчився в Перуджі та Падуї. У 1560 році він стає єпископом Кремони і бере учась в Тридентському соборі. 12 грудня 1583 призначений кардиналом
папою Григорієм XIII, що пізніше виразилося у виборі ним імені.

## Понтифікат
Після двохмісячних нарад 5 грудня 1590 року конклав вибирає Нікколо Сфондраті новим папою. Під час свого понтифікату призначає 5 нових кардиналів. 21 березня 1591 року своєю буллою cogit nos забороняє робити ставки на тривалість понтифікатів та вибір нових кардиналів — як штраф накладення анафеми. В тому ж році підтвердив анафему королю Франції Анрі IV.